# Leonardo González
Leonardo González Arce (ur. 21 listopada 1980 w San José) – kostarykański piłkarz występujący na pozycji obrońcy w CS Herediano.